# Elliot James Dowell Colvin
Elliot James Dowell Colvin. (Londres, Inglaterra, 1885-Delhi, India, 1950). Estudió en Trinity College y posteriormente en Cambridge donde obtuvo licencia de abogado.
Ejerció el derecho algunos años en el Reino Unido hasta que, en 1913, viajó a la India Británica para ejercer la administración pública. En 1915 asumió como secretario de desarrollo y planificación en Punjab, destinado posteriormente a la zona de Bengala, donde ejerció como abogado del gobierno estatal. En 1933 fue derivado a Jammu y Cachemira como primer ministro, representante de la autoridad británica en India. Durante su administración, el estado himalayo logró un gran desarrollo en la infraestructura, las redes viales de conexión con el resto del país aumentaron y mejoraron.
| Predecesor: Hari Kishan Kaul | Primer ministro de Jammu y Cachemira 1933-1936 | Sucesor: N. Gopolaswami Ayyangar |

- Datos: Q5829795